# بلفیلد، نیو ساوت ولز
بلفیلد (به انگلیسی: Belfield) یک حومه شهر در استرالیا است که در نیو ساوت ولز واقع شده‌است.